# トリプトファナーゼ
トリプトファナーゼ(Tryptophanase、EC 4.1.99.1)、以下の化学反応を触媒する酵素である。
L-トリプトファン + H2O{\displaystyle \rightleftharpoons }インドール + ピルビン酸 + NH3
従って、この酵素の基質はL-トリプトファンと水の2つ、生成物はインドールとピルビン酸とアンモニアの3つである。
この酵素はリアーゼ、特に炭素-炭素結合を切断するその他のリアーゼに分類される。系統名は、L-トリプトファン インドールリアーゼ (脱アミノ; ピルビン酸形成)(L-tryptophan indole-lyase (deaminating; pyruvate-forming))である。この酵素は、トリプトファン代謝及び窒素循環に関与している。補因子として、ピリドキサールリン酸とカリウムの2つを必要とする。

## 構造
2007年末時点で、3つの構造が解明されている。蛋白質構造データバンクのコードは、1AX4、2C44、2OQXである。